# Wasted on You (песня Моргана Уоллена)
«Wasted On You»  — песня американского кантри-певца Моргана Уоллена, вышедшая 11 января 2021. Сингл достиг первого места в кантри-чарте Hot Country Songs и 9-го места в основном мультижанровом американском хит-параде Billboard Hot 100.

## История
Уоллен дебютировал с «Wasted on You» 11 января 2021 года, когда она вышла в составе акустического сета, выпущенного на YouTube перед выпуском альбома. В этом акустическом сете он исполнил песню со своей гастролирующей группой: барабанщиком Марком Аннино, басистом Люком Райсом и гитаристами Тайлером Томлинсоном и Домиником Фростом. Валлен написал песню вместе с Эрнестом К. Смитом, Джошем Томпсоном и Райаном Войтсиком.

## Отзывы
Оуэн Майерс из журнала Pitchfork заявил, что песня представляет собой «смесь трэп-наворотов и гитарного звучания, которая не такая плавная, как гибриды кантри и хип-хопа, скажем, [Сэма] Ханта». Пип Элвуд-Хьюз считает, что песня имеет «современное» звучание, что контрастирует с сотрудничеством Валлена с Diplo на треке «Heartless».

### Награды и номинации
На 50-й церемонии  награждения American Music Awards песня выиграла в категории Favorite Country Song, а сам певец победил в категории Favorite Country Male Artist.

## Коммерческий успех
23 января 2021 года сингл «Wasted On Yous» сразу дебютировал на первом месте кантри-чарта Hot Country Songs (третий его чарттоппер после «Whiskey Glasses», 2019 и «7 Summers», 2020). Одновременно в чарте дебютировали треки «Somebody’s Problem» (№ 6), «Warning» (10), и «Sand in My Boots» (8) и старые синглы «7 Summers» (4) и «More Than My Hometown» (3). Благодаря этому Уоллен стал первым музыкантом, имеющим сразу шесть песен в лучшей кантри-десятке (top 10 Hot Country Songs) одновременно. И ещё шесть песен были на местах с 12 по 19 (итого 12 треков в двадцатке лучших, а в полном кантри-чарте top-50 в ту неделю было сразу 27 песен Уоллена одновременно). Дебют песни на вершине чартов совпал с тем, что альбом Dangerous: The Double Album дебютировал на первой позиции в чарте Top Country Albums, что сделало Уоллена первым артистом, дебютировавшим на вершине обоих чартов одновременно. Кроме того, это был второй дебют Уоллена на вершине рейтинга, что сделало его первым артистом, дебютировавшим с несколькими песнями на первом месте в кантри-чарте. Это лишь шестой дебют на вершине хит-парада песен и первый после 2017 года, когда также успешно дебютировал сингл «Meant to Be» (Bebe Rexha и Florida Georgia Line; пробывший рекордные 50 недель на первом месте). В мультижанровом основном американском хит-параде Billboard Hot 100 трек «Wasted On You» оказался сразу на № 9 (и всего 19 песен Уоллена в Hot 100 одновременно 23 января 2021 года). И это только третий дебют в десятке лучших top10 Hot100 для песни сольного кантри-певца без аккомпанирующего партнёра, который также появился и в Hot Country Songs. Ранее, это сделал его же хит «7 Summers» (№ 6 в 2020) и Гарт Брукс под именем (альтер эго) Chris Gaines дебютировал на № 5 с хитом «Lost in You» в сентябре 1999.

## Чарты
| Чарт (2021—2022)                    | Высшая позиция |
| ----------------------------------- | -------------- |
| Канада (Billboard Canadian Hot 100) | 10             |
| Канада (Billboard Country)          | 1              |
| Мир (Billboard Global 200)          | 19             |
| Новая Зеландия Hot Singles (RMNZ)   | 26             |
| США (Billboard Hot 100)             | 9              |
| США (Billboard Adult Contemporary)  | 25             |
| США (Billboard Adult Top 40)        | 14             |
| США (Billboard Country Airplay)     | 1              |
| США (Billboard Hot Country Songs)   | 1              |
| США (Billboard Mainstream Top 40)   | 21             |

| Чарт (2021)                        | Позиция |
| ---------------------------------- | ------- |
| США (Hot Country Songs, Billboard) | 21      |

| Чарт (2022)                        | Позиция |
| ---------------------------------- | ------- |
| Мир (Global 200, Billboard)        | 162     |
| США (Billboard Hot 100)            | 19      |
| США (Country Airplay, Billboard)   | 8       |
| США (Hot Country Songs, Billboard) | 1       |

## Сертификации
| Регион                                                                      | Сертификация  | Продажи   |
| --------------------------------------------------------------------------- | ------------- | --------- |
| Канада (Music Canada)                                                       | Платиновый    | 80 000    |
| США (RIAA)                                                                  | 3× Платиновый | 3 000 000 |
| Данные о продажах + прослушиваниях приведены только на основе сертификации. |               |           |